# Ichihara Hiroshi
Ichihara Hiroshi (市原 大嗣 Ichihara Hiroshi, sinh ngày 24 tháng 4 năm 1987) là một cầu thủ bóng đá người Nhật Bản. Anh thi đấu cho Honda Lock.

## Thống kê câu lạc bộ
| Thành tích câu lạc bộ | Thành tích câu lạc bộ | Thành tích câu lạc bộ | Giải vô địch | Giải vô địch | Cúp                   | Cúp                   | Cúp Liên đoàn | Cúp Liên đoàn | Tổng cộng | Tổng cộng |
| Mùa giải              | Câu lạc bộ            | Giải vô địch          | Số trận      | Bàn thắng    | Số trận               | Bàn thắng             | Số trận       | Bàn thắng     | Số trận   | Bàn thắng |
| Nhật Bản              | Nhật Bản              | Nhật Bản              | Giải vô địch | Giải vô địch | Cúp Hoàng đế Nhật Bản | Cúp Hoàng đế Nhật Bản | Cúp Liên đoàn | Cúp Liên đoàn | Tổng cộng | Tổng cộng |
| --------------------- | --------------------- | --------------------- | ------------ | ------------ | --------------------- | --------------------- | ------------- | ------------- | --------- | --------- |
| 2006                  | Oita Trinita          | J1 League             | 1            | 0            | 0                     | 0                     | 0             | 0             | 1         | 0         |
| 2007                  | Oita Trinita          | J1 League             | 1            | 0            | 0                     | 0                     | 0             | 0             | 1         | 0         |
| 2008                  | Oita Trinita          | J1 League             | 6            | 0            | 0                     | 0                     | 1             | 0             | 7         | 0         |
| 2009                  | Sagan Tosu            | J2 League             | 1            | 0            | 1                     | 0                     | -             | -             | 2         | 0         |
| 2010                  | Sagan Tosu            | J2 League             |              |              |                       |                       | -             | -             |           |           |
| 2011                  | Renofa Yamaguchi FC   | Regional Leagues      |              |              |                       |                       | -             | -             |           |           |
| 2012                  | Renofa Yamaguchi FC   | Regional Leagues      |              |              |                       |                       | -             | -             |           |           |
| Tổng cộng sự nghiệp   | Tổng cộng sự nghiệp   | Tổng cộng sự nghiệp   | 9            | 0            | 1                     | 0                     | 1             | 0             | 11        | 0         |